# Thelotrema catastictum
Thelotrema catastictum är en lavart som beskrevs av Tuck. 1866. Thelotrema catastictum ingår i släktet Thelotrema och familjen Thelotremataceae.   Inga underarter finns listade i Catalogue of Life.